# Pîșne, Lubnî
Pîșne (în ucraineană Пишне) este un sat în comuna Novakî din raionul Lubnî, regiunea Poltava, Ucraina.

## Demografie
Componența lingvistică a localității Pîșne
     Ucraineană (92,75%)
     Rusă (7,25%)
Conform recensământului din 2001, majoritatea populației localității Pîșne era vorbitoare de ucraineană (92,75%), existând în minoritate și vorbitori de rusă (7,25%).